# Westminster (Califórnia)
Westminster é uma cidade localizada no estado americano da Califórnia, no condado de Orange. Foi incorporada em 27 de março de 1957.

## Geografia
De acordo com o United States Census Bureau, a cidade tem uma área de 26 km², onde todos os 26 km² estão cobertos por terra.

### Localidades na vizinhança
O diagrama seguinte representa as localidades num raio de 16 km ao redor de Westminster.

## Demografia
Segundo o censo nacional de 2010, a sua população é de 89 701 habitantes e sua densidade populacional é de 3 446,14 hab/km². Possui 27 650 residências, que resulta em uma densidade de 1 062,26 residências/km².